# Bernhard Naunyn

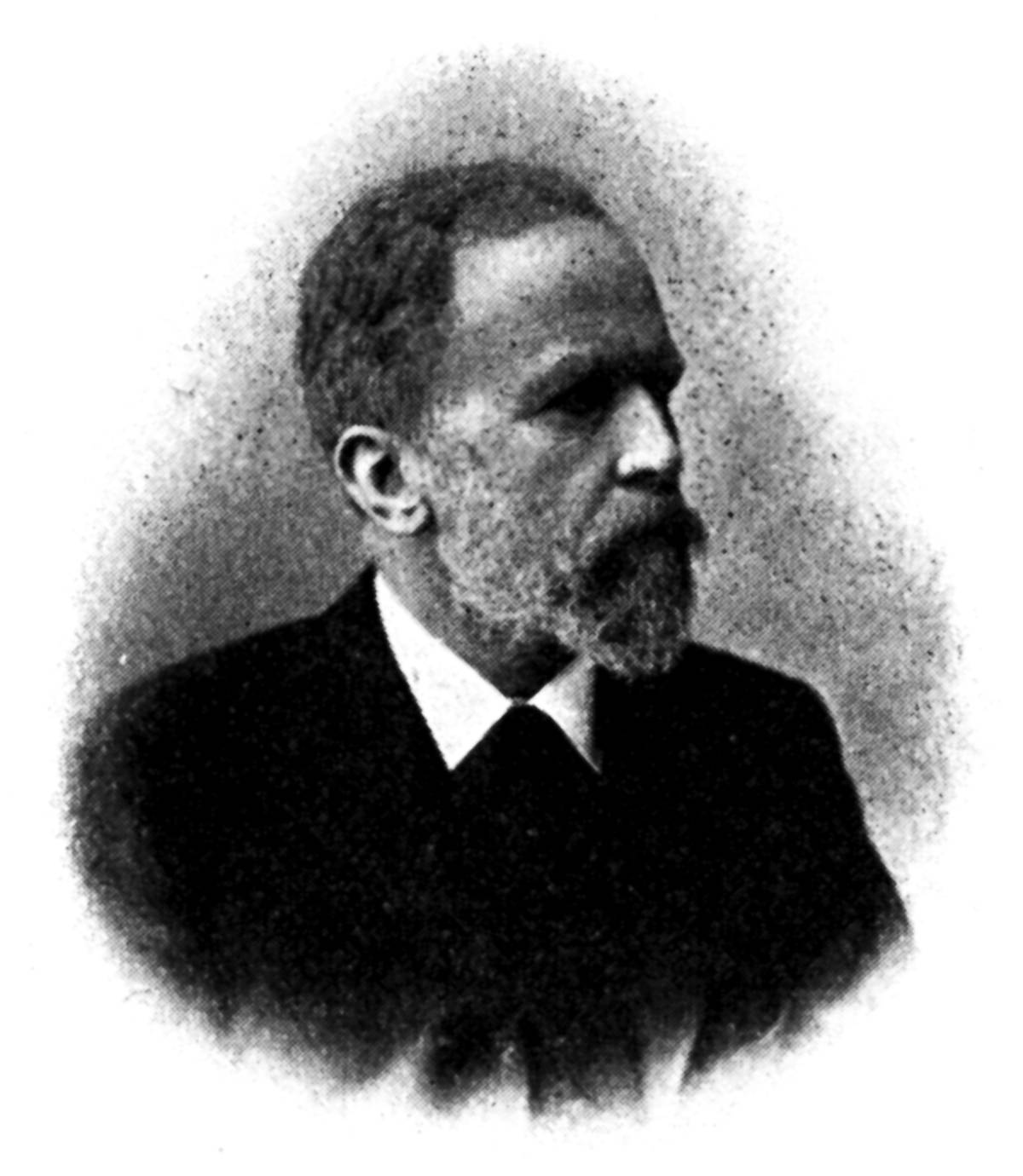
Bernhard Naunyn

Bernhard Naunyn (ur. 2 września 1839 w Berlinie, zm. 26 lipca 1925 w Baden-Baden) – niemiecki lekarz patolog.
Studiował na Uniwersytecie Fryderyka Wilhelma w Berlinie. Po ukończeniu studiów w 1863 roku został asystentem Friedricha Theodora von Frerichsa. Następnie był szefem klinik w Dorpacie (1869-1871), Bernie (1871-1872), Królewcu (1872-1888) i Strasburgu, w latach 1888–1904 wykładał na Uniwersytecie w Strasburgu.
Naunyn jest pamiętany za prace z dziedziny patologii eksperymentalnej, szczególnie nad patofizjologią, a także metabolizmem ksenobiotyków. W czasie spędzonym w klinice w Berlinie u Frerichsa zajmował się fizjopatologią wątroby, trzustki i innych narządów wewnętrznych. Odkrył, że ludzki organizm wydala fenol po wcześniejszym podaniu benzenu, wykazując, że wątroba ma możliwości chemiczne nieosiągalne wówczas dla chemików.
Naunyn wniósł również wiele w badania nad cukrzycą i kamicą żółciową, w 1898 roku opublikował ważną monografię o cukrzycy Der Diabetes Melitus. Z farmakologiem Oswaldem Schmiedebergem i patologiem Edwinem Klebsem założył Archiv für Pathologie und Pharmakologie (znany jako Naunyn-Schmiedebergs Archiv), a w 1896 z chirurgiem Janem Mikuliczem-Radeckim Mitteilungen aus dem Grenzgebieten der Medizin und Chirurgie. Razem z Oskarem Minkowskim wysunął teorię, że barwniki żółciowe są produkowane wyłącznie przez komórki wątroby; w 1913 roku teoria ta została odparta przez Johna Williama McNee.
Uczniem Naunyna był m.in. Otto Loewi.

## Wybrane prace
- Klinik der Cholelithiasis. Leipzig, Vogel, 1892
- Erinnerungen, Gedanken und Meinungen. München: J. F. Bergmann, 1925
- Die organischen Wurzeln der Lautsprache des Menschen. München: J. F. Bergmann, 1925
- Versuch einer Uebersicht und Ordnung der Gallensteine des Menschen nach Anlage u. Struktur, nach Alter u. Standort der Steine. Jena: Fischer, 1924
- Die Gallensteine, ihre Entstehung und ihr Bau. Jena: G. Fischer, 1921